# Medranda
Medranda település Spanyolországban, Guadalajara tartományban. Medranda Jadraque, La Toba, Pinilla de Jadraque, Torremocha de Jadraque, Cendejas de Enmedio és Jirueque községekkel határos. Lakosainak száma 73 fő (2024).

## Népesség
A település népessége az utóbbi években az alábbiak szerint változott:
| Lakosok száma | 128  | 109  | 128  | 114  | 100  | 88   | 83   | 66   | 63   | 73   |
|               | 2001 | 2004 | 2006 | 2009 | 2011 | 2014 | 2016 | 2019 | 2021 | 2024 |